# Respiración vegetal
La respiración vegetal es el proceso del cual no se utiliza el oxígeno respiración aeróbica que tiene lugar en una planta. Se traduce en consumir O2 y expulsar CO2, lo contrario a la fotosíntesis. Este proceso es análogo a la respiración  que utiliza la mayoría de organismos eucariotas; pero con la diferencia que las plantas dependen principalmente de la energía solar y en menor medida de la energía proveniente de la respiración, en cambio los eucariontes heterótrofos dependen totalmente de la respiración y el metabolismo de sustancias orgánicas para la obtención de energía. En cierto sentido, la respiración es lo opuesto a la fotosíntesis por la cual la planta fabrica su propio alimento; mientras la parte central de la fotosíntesis se produce en los cloroplastos, la parte central de la respiración está en las mitocondrias.
Se calcula que alrededor del 25 al 70% de los carbohidratos sintetizados por las plantas superiores se consumen a través de la respiración. Ante la ausencia de oxígeno (anoxia) o su disminución (hipoxia), la planta puede recurrir a la fermentación, produciendo etanol y lactato como principales productos finales, pero con menor rendimiento energético.

## Fotorrespiración
Otro tipo de respiración vegetal es la fotorrespiración. Se produce en determinadas plantas cuando el tiempo está caluroso, soleado y seco; ocasionando que los estomas se cierren para impedir la pérdida de agua, pero dificultando al mismo tiempo el intercambio de gases con el exterior, por lo que la concentración de CO2 cae y el O2 aumenta debido a la fotosíntesis. En esta situación, la enzima rubisco (que está en el cloroplasto) actúa como una oxigenasa en lugar de carboxilasa fijadora de CO2, produciéndose respiración aeróbica y reduciendo en un 25% el carbono neto fijado por el ciclo de Calvin. Entre la fotosíntesis y la fotorrespiración hay un equilibrio dado por la rubisco, la cual tiene diez veces más afinidad por el CO2 que por el O2, lo cual favorece la fijación de carbono. La fotorrespiración, aparentemente es un proceso que derrocha energía y deshace parte del trabajo de la fotosíntesis, pues gasta ATP en lugar de generarlo.

## Mecanismo
La respiración de las plantas: En las plantas, hay un intercambio gaseoso que se realiza principalmente a través de estomas y/o lenticelas.
Estomas:  Están formados por un par de células epidérmicas modificadas  de forma arriñonada. Para el intercambio gaseoso forman un orificio denominado ostiolo que se cierra automáticamente en los casos de exceso de CO2 o de falta de agua. Los estomas suelen localizarse en la parte inferior de la hoja, en la que no reciben la luz solar directa, también se encuentran en tallos herbáceos.
Lenticelas: Se encuentran diseminadas en la corteza muerta de tallos y raíces. De modo típico, las lenticelas son de forma lenticular (lente biconvexa) en su contorno externo, de donde se les viene el nombre.
De ordinario están orientadas vertical u horizontalmente sobre el tallo, según la especie y varían en tamaño, desde apenas visible a tan grande como de 1 cm o aún de 2,5 de largo. En árboles con corteza muy fisurada, las lenticelas se encuentran en el fondo de las fisuras. La función de las lenticelas es permitir un intercambio neto de gases entre los tejidos parenquimáticos internos y la atmósfera.
Los productos de la fotosíntesis luego pueden entrar en más reacciones químicas derivándose en toda clase de moléculas orgánicas, al conjunto de procesos que forman todas las moléculas orgánicas de la planta se lo llama biosíntesis o anabolismo. La glucosa y otros derivados pueden ser utilizados por la planta como componentes estructurales, y además los puede utilizar como fuente de energía química: las plantas también respiran (al igual que todos los eucariotas con mitocondrias, prácticamente todos los eucariotas). La respiración es el conjunto de reacciones químicas que provee de mayor parte de energía a la célula, aunque ésta también puede obtener un poco de energía química a partir de moléculas orgánicas por procesos que no se llaman "respiración", pero la cantidad de energía obtenida es muy poca en comparación. Al conjunto de procesos que degradan las moléculas orgánicas, de los que se obtiene energía en consecuencia, se lo llama catabolismo.
La respiración necesita oxígeno (gas que suele estar presente en la atmósfera y se disuelve en los medios líquidos en contacto con la atmósfera, como sucede con el dióxido de carbono), sin el cual la célula no puede obtener energía por ese medio. La respiración es una cadena de reacciones químicas que ocurre en las mitocondrias de la célula con ayuda del oxígeno, en que las moléculas orgánicas vuelven a convertirse en moléculas inorgánicas (dióxido de carbono y agua), y la energía que se libera en esta reacción química es tomada por la planta para realizar sus actividades, primero es tomada por el ATP, y luego el ATP es utilizado como dador de energía en el resto de las reacciones químicas. Los eucariotas pueden degradar algo de moléculas orgánicas fuera de las mitocondrias sin ayuda del oxígeno, pero la cantidad de ATP que se forma es muy poca: la presencia de la mitocondria aumenta enormemente la eficiencia de la degradación de compuestos orgánicos al convertirlos completamente en dióxido de carbono y agua.

Catabolismo de la glucosa, reactivos y productos. El primer paso, que divide al azúcar en dos sin necesidad de oxígeno, ocurre en el citoplasma, todos los demás pasos, la respiración celular, ocurren en la mitocondria y necesitan oxígeno. Todas las moléculas están formadas por átomos de carbono (simbolizado con una C), de oxígeno atómico (simbolizado con una O) y de hidrógeno (simbolizado con una H). Nótese que interviene la misma cantidad de cada átomo en la suma de reactivos y la suma de productos. La energía liberada es tomada por el ATP, que luego la transferirá al resto de las reacciones químicas.

Reacción química en la que el ATP libera energía transformándose en una molécula de fosfato y un ADP. La energía que se libera puede ser tomada por otras moléculas durante las reacciones químicas que necesita la planta: el ATP es el "dador de energía" de la célula.

## Fotosíntesis
Cuando el vegetal recibe "luz", absorbe el CO2 presente en el aire y expulsa O2 (CO2-C=O2) . Las células clorofílicas utilizan el CO2 para fabricar materia orgánica y expulsan el oxígeno restante. Este fenómeno de elaboración de materia orgánica, a partir de materia inorgánica se llama fotosíntesis. Las células capaces de realizar fotosíntesis son células autótrofas. Cuando el vegetal está en la oscuridad, solo tiene lugar la respiración. La planta absorbe del O2 y expulsa CO2 (O2+C=CO2).
La fotosíntesis es el proceso por el cual se limpia el dióxido de carbono y se convierte en oxígeno, por eso el ciclo da resultado cero.